# ウィリス・オブライエン
ウィリス・オブライエン（Willis O'Brien、1886年3月2日 - 1962年11月8日）は、アメリカの特殊効果クリエイターで、世界的なストップモーション・アニメーションの先駆者。ウィリス・H・オブライエン（Willis H O'Brien）とも表記される。

## 生涯
カリフォルニア州生まれ。サンフランシスコの日刊新聞に漫画を描いていた時期もある。ニュース映画のカメラマン助手を経て、SFXの道に進む。
恐竜に興味を持ったきっかけは、博物館で復元された骨格を見たことと、アーサー・コナン・ドイルのSF小説『失われた世界』（1912年）を読んだことから。その後、初めての線画アニメである『恐竜ガーティ』（1914年）に影響され、自主製作で映像作品を撮り始める。その結果、ストップモーション・アニメを独自に開発した。代表作のひとつである『ロスト・ワールド』は、7年がかりで製作している。
『ロスト・ワールド』、『キング・コング』など「映画界の古典」といえる作品の特殊効果マンとして知られ、これらを観た数多くの少年達をクリエイターの道へと誘った。しかし、技術の流失を恐れ、弟子は取らない主義だった。唯一の例外がレイ・ハリーハウゼンであり、彼は著名なクリエイターとなったため、オブライエンは彼の師匠としても名を知られている。
全盛期の華々しい活躍に比べ、晩年は家庭や仕事に恵まれず、不遇の中で亡くなった。

## 代表作品
- 『ロスト・ワールド』（1925年） - 無声映画
- 『キング・コング』（1933年）
- 『コングの復讐』（1933年）
- 『猿人ジョー・ヤング』（1949年） - アカデミー特殊視覚効果賞を受賞。
- 『原始怪獣ドラゴドン』（1956年） - オブライエンの原案を使用しているが、実際の製作には関わっていない。
- 『黒い蠍』（1957年）
- 『海獣ビヒモス』（1959年）
- 『失われた世界』（1960年） - 『ロスト・ワールド』のリメイク。ただし、実際にはL・B・アボットらが担当。